# Zator
Zator è un comune urbano-rurale polacco del distretto di Oświęcim, nel voivodato della Piccola Polonia.
Ricopre una superficie di 51,44 km² e nel 2004 contava 9 026 abitanti.